# Pandai Sikek
Pandai Sikek is een bestuurslaag in het regentschap Tanah Datar van de provincie West-Sumatra, Indonesië. Pandai Sikek telt 5366 inwoners (volkstelling 2010).